# ایل بیل
ایل بیل (انگلیسی: Ill Bill؛ زادهٔ ۱۴ ژوئیهٔ ۱۹۷۲) رپر و تهیه‌کننده موسیقی اهل ایالات متحده آمریکا است. وی از سال ۱۹۹۱ میلادی تاکنون مشغول فعالیت بوده‌است.